# Консультативная группа по планированию космических миссий
Консультативная группа по планированию космических миссий (КГПКМ, англ. SMPAG – Space Missions Planning Advisory Group) — форум, объединяющий космические агентства разных стран, для определения технологий по изменению траектории объектов, сближающихся с Землёй (ОСЗ), и для достижения консенсуса по выполнению рекомендаций относительно обороны Земли при угрозе её столкновения с ОСЗ.
11-12 февраля 2013 года в Вене на 50-й сессии научно-технического подкомитета КОПУОС государствам-членам КОПУОС вместе с комическими агентствами было предложено создание КГПКМ, состоящей из представителей космических держав и соответствующих организаций. В предварительных докладах «Иницииативной группы ООН по объектам, сближающимся с Землёй», КГПКМ именовалась термином «Группа по планированию миссий и операциям». Создание группы было одобрено резолюцией Генеральной ассамблеи ООН в декабре 2013 года
В 2020 году в состав ГКПКМ входили 19 членов (космические агентства) и 6 постоянных наблюдателей (другие организации), функции Председателя ГКПКМ выполняет Европейское космическое агентство, а функции секретариата ГКПКМ — Управление по вопросам космического пространства ООН. 6 февраля 2020 года на своём 14-м совещании ГКПКМ переизбрала ЕКА своим Председателем на 2020–2022 годы.